# Elektronenrückstreubeugung

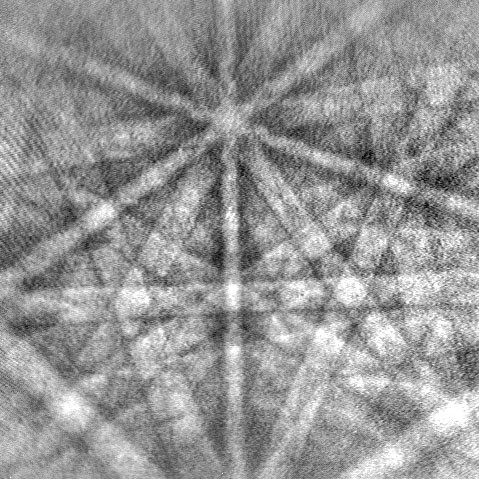
Kikuchi-Pattern

Elektronenrückstreubeugung (EBSD) (nach engl.: Electron backscatter diffraction) ist ein Messverfahren, mit dessen Hilfe das kristalline Gefüge eines Werkstoffs analysiert werden kann. EBSD-Systeme werden in Rasterelektronenmikroskopen eingesetzt.

## Funktionsweise
Die einfallenden Primärelektronen werden inelastisch an den Atomen der Probe gestreut und erzeugen so ein Volumen divergenter Quellen, das je nach mittlerer Ordnungszahl der Phase bis zu einigen hundert Nanometern dick sein kann. Die Informationstiefe eines untergrundkorrigierten EBSD-Musters (Kikuchi-Pattern) ist mit einigen zehn Nanometern dagegen deutlich geringer. Zur Erhöhung der Elektronenrückstreuung (Verkürzung der Messzeit) wird die Probenoberfläche bei der Messung üblicherweise 70° aus der Horizontalen gekippt, sodass der Elektronenstrahl mit einem Winkel von 20° zur Oberfläche einfällt. Das verursacht eine ca. dreimal so schlechte lokale Auflösung senkrecht zur Kippachse. Ist für rückgestreute Elektronen die Bragg-Bedingung erfüllt, kommt es zu konstruktiver Interferenz. Für eine Gitterebene folgt daraus ein Kossel-Kegel (doppelter Kreiskegel), dessen Kegelachse senkrecht auf beiden Seiten der beugenden Gitterebene steht. Der Braggwinkel als Ergänzungswinkel zum Öffnungswinkel des Kegels ist bei sichtbaren Kosselkegeln praktisch immer deutlich unter 5°. Die auf eine Detektorebene projizierten Kikuchi-Bänder (Hyperbeln) entsprechen daher Breiten, die den doppelten Braggwinkel beschreiben. Das Zentrum eines Bandes beschreibt daher immer die Projektion einer beugenden Gitterebene. Ob eine Gitterebene letztendlich ein sichtbares Kikuchi-Band liefert oder nicht, hängt allein von der Kristallstruktur der Phase ab, d. h. von der periodischen Anordnung der Atome im Kristall. Diese muss bekannt sein, da nur damit intensitätsstarke Kikuchi-Bänder und damit deren verursachende Gitterebenen zugeordnet werden können. Über die ebenfalls erforderlichen Gitterkonstanten a, b, c - eigentlich nur deren Verhältnisse a:b:c - und α, β, γ sind die Raumwinkel zwischen den stark beugenden Gitterebenen verfügbar. Sie werden mit denen durch die Kikuchi-Bänder und dem Projektionszentrum experimentell abgeleiteten Ebenen verglichen und dienen so der Indizierung der Gitterebenen, aus der automatisch die Orientierung des beugenen Kristalls folgt.

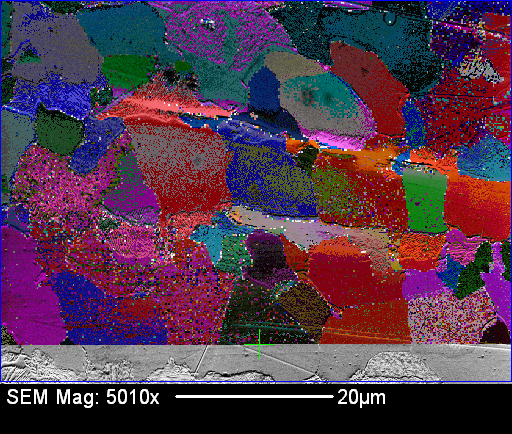
EBSD Map der Körner eines Polykristalls

Die Nutzung der hohen örtlichen Auflösung von Elektronenmikroskopen (~ 10–50 nm) ermöglicht eine ortsaufgelöste Kartographierung (Mapping) der Orientierung bzw. beugender Phasen in kristallinen Gefügen. Dabei lassen sich deutlich unterschiedliche Phasen leicht voneinander trennen, aber auch Klein- bzw. Großwinkelkorngrenzen charakterisieren. Entsprechende Software vorausgesetzt, lassen sich aber auch lokale Spannungen in der Mikrostruktur nachweisen (Strain-Analyse), oder sogar unbekannte Phasen charakterisieren (CALM).
Als kristallographische Textur wird die Summe von Orientierungen bzw. deren Verteilung bezeichnet. Die Orientierungskarten (Maps) werden zur Beschreibung des Gefüges oder der Kornmorphologie verwendet. Die Darstellung kombiniert dabei die ermittelte Kornorientierung mit dem zugewiesenen Ort, aber auch die Beugungsqualität (Schärfe) oder die Indizierungszuverlässigkeit (confidenz index, band mismatch, mean angular deviation). Zusätzlich lässt sich auch noch die lokal ermittelte chemische Zusammensetzung berücksichtigen, die die Trennung von Phasen ermöglicht, bei denen die Gitterkonstanten sehr ähnlich ausfallen und daher nicht zuverlässig getrennt werden können.

## Indizierung

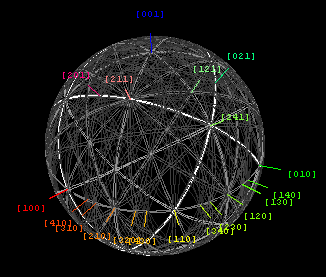
Kikuchi-Linienpaare bis hinunter zu 1/1Å für 300 keV-Elektronen in hexagonalem Saphir (Al_{2}O_{3})

Die genauen Algorithmen zur Indizierung sind generell unbekannt. Alle basieren am Ende (bisher) aber auf dem Gesetz der Winkelkonstanz. Die dabei erzielbaren Geschwindigkeitsunterschiede können je nach angewandtem Algorithmus erheblich ausfallen. Übereinstimmend ist, dass die Identifikation der Bänder durch eine modifizierte Hough-Transformation des Beugungsbildes erfolgt.
Der älteste, aber auch langsamste Algorithmus beruht in der Auszählung erkannten Drillinge, die jeweils für eine mögliche Orientierungslösung stehen. Der Quotient aus der Differenz der zwei am häufigsten gefundenen Orientierungslösungen und der Gesamtzahl an Drillingen wird als Konfidenz-Index bezeichnet. Er wird dann sehr klein, wenn entweder die Zahl der Orientierungslösungen selbst sehr klein ist, oder wenn zwei Lösungen zwar sehr oft gefunden werden, aber nicht ermittelt werden kann, welche die korrekte ist.

## Probenpräparation
Generell ist festzustellen, dass aufgrund der geringen Informationstiefe immer die Gefahr besteht, dass die Messung Artefakte der Präparation enthält. Das ist besonders kritisch für Schlussfolgerungen, die auf Fehlorientierungen basieren, die an der Detektionsgrenze liegen. Die Probe muss natürlich vakuumstabil und weitestgehend elektrisch leitfähig sein, um im Elektronenmikroskop untersucht werden zu können. Die Oberfläche muss in mehreren Schritten möglichst topographiearm präpariert werden. Um eine korrekte Erstellung der Karten zu gewährleisten, muss darauf geachtet werden, dass die Probe planparallel ist, denn die Referenzfläche ist die Rückseite, während die Messfläche die Vorderseite der Probe ist. Die Größe der Messfläche bestimmt lokale Auflösung und Messzeit.